# Darío Arizmendi Posada
Darío Arizmendi Posada (Yarumal, 16 de juliol de 1946) és un periodista colombià, va ser director de notícies de Caracol Radio, propietat del Grupo PRISA des de 1991 fins a 2019. És germà del polític colombià Octavio Arizmendi Posada.
Va anunciar el seu retir el 23 d'abril de 2019 de l'emissora Caracol Ràdio. El seu retir es va oficialitzar el 5 de juliol de 2019. Va ser guanyador dels Premis Ortega y Gasset en 2019. actualment després de deixar la direcció de notícies de la cadena va assumir la vicepresidència d'opinió de Caracol Radio.

## Estudis
Es va graduar en ciències de la informació en la Universitat de Navarra, d'Espanya; té un doctorat en ciències polítiques del mateix centre educatiu i un mestratge en periodisme en la Universitat de Madrid.

## Trajectòria
Ha exercit la diplomàcia i el periodisme en premsa, ràdio i televisió durant 49 anys. Fundador i director del diari El Mundo de Medellín, va passar a ser el director de Caragol Ràdio i del programa «6 AM Hoy por Hoy» fins a 2019. Va ser el presentador i director del programa de televisió Cara a cara.
Quan va acabar la seva carrera, va treballar a Espanya. El diari El Alcázar el va enviar a cobrir la Guerra dels Sis Dies entre Egipte i Israel el 1967. També va treballar a Madrid i Nuevo Diario, del qual va ser un dels seus fundadors i en el que va ocupar la secretaria de redacció.
Al seu retorn a Colòmbia, a la fi de 1969, va entrar a treballar a El Colombiano, diari conservador antioqueny, com a cap de redacció. Va ser un dels fundadors de la Facultat de Comunicació Social de la Universitat Pontifícia Bolivariana, on va ser professor durant sis anys. També va ser professor de periodisme en la Universitat d'Antioquía, entre 1970 i 1975.
En 1974 va fundar a Medellín l'empresa La Voz y la Imagen que va tenir durant diversos anys la concessió de Radio Cadena Nacional (RCN) per a la qual feia el noticiari. En 1977 va ser editor de llibres i va ocupar la gerència d'Interprint Editores y de Editorial Albón S.A.
En 1989 va ser Ambaixador Plenipotenciari de Colòmbia davant l'Assemblea Ordinària de sessions de l'Organització de Nacions Unides a Nova York.
En 2019 és Vicepresident d'Opinió de Caracol Radio

## Inclusió en la llista delspapers de Panamà
El 9 de maig del 2016 el seu nom apareix reportat en la llista de persones vinculades amb el ocultació de propietats de empreses, actius, guanys i evasió tributària de caps d'Estat i de govern, líders de la política mundial i el periodisme, persones políticament exposades i personalitats de les finances, negocis, esports, i arts. Aquesta filtració informativa financera ha estat denominada en els mitjans de comunicació com l'escàndol dels papers de Panamà.

## Premis
Ha rebut 50 premis, entre ells:
- el Rei d'Espanya de ràdio.
- el Premi Ondas, d'Espanya
- 1986, Premi Maria Moors Cabot.
- el Simón Bolívar a la Vida y Obra, per la seva contribució al progrés del periodisme colombià:[7]
- el Premi Ortega y Gasset d'Espanya.

## Periodisme
Pel fet que en Colòmbia hi ha grups armats al marge de la llei molts periodistes com Arizmendi són amenaçats de mort, aquest periodista degué sortir del país l'any 2007, no obstant això el Govern de Colòmbia va oferir una milionària recompensa després de les amenaces. Això va ser el que va dir el mandatari sobre el succeït amb Arizmendi.
| «              | "No podem permetre que el terrorisme deteriori la llibertat de premsa del nostre país", va dir el President Álvaro Uribe, després d'anunciar una recompensa de fins de 1.000 milions de pesos pel seu periodista. | » |
| — Álvaro Uribe | |   |

Caracol Radio va informar la Policia que una de les possibilitats que s'avalua és que l'amenaça hagi provingut de les Fuerzas Armadas Revolucionarias de Colombia.(FARC).

## Obres
- Las propagandas políticas